# Jules Danbé

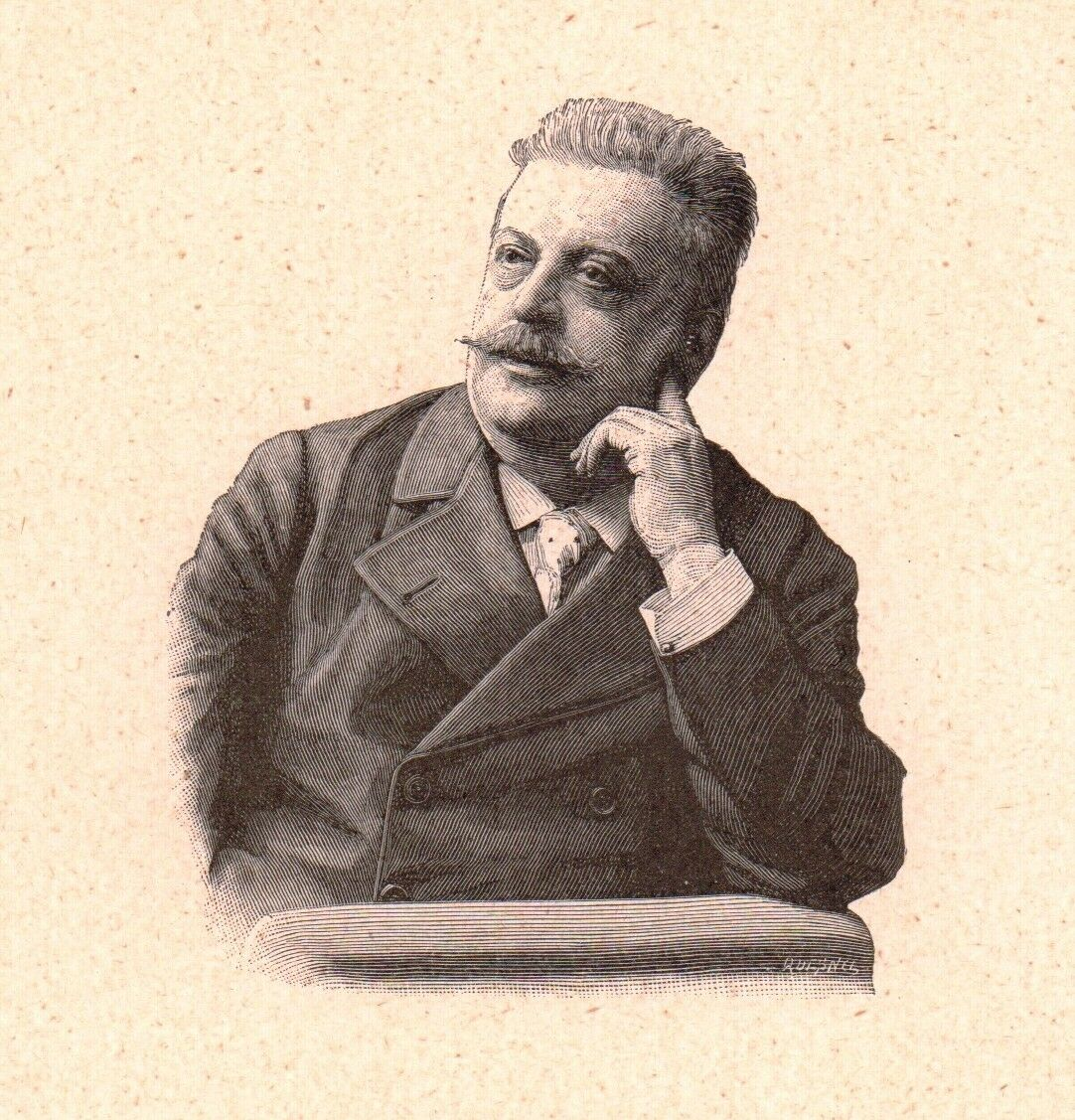
Jules Danbé

Jules Danbé (* 15. Dezember 1840 in Caen; † 30. Oktober 1905 in Vichy) war ein französischer Komponist,  Dirigent und Geiger.

## Leben und Wirken
Jules Danbé studierte am Pariser Konservatorium, unter anderem bei Narcisse Girard und Augustin Savard. Von 1861 bis 1870 war er Violinist am Orchestre du Vaudeville, am Théâtre-Lyrique, der Opéra-Comique und der Pariser Oper. Er wirkte an den Concerts Pasdeloup mit war Solist bei der Societé des Beaux-Arts. 1871 gründete er die Concerts du Grand-Hôtel.
1875 wurde er Leiter des Théâtre-Lyrique; von 1876 bis 1898 leitete er die Opéra-Comique, danach kehrte er an das Théâtre-Lyrique zurück. Unter seiner Leitung wurden mehrere bedeutende zeitgenössische Operetten und Opern uraufgeführt, darunter Hoffmanns Erzählungen von Jacques Offenbach (1881), Lakmé von Léo Delibes (1883), Manon von Jules Massenet (1884, mit Marie Heilbronn in der Hauptrolle) und Le Flibustier von César Cui (1894).
Neben seiner Dirigententätigkeit war Danbé Konzertmeister des Orchestre de la Société des Concerts du Conservatoire und ab 1888 Leiter der Fondation Beaulieu. Er komponierte einige Violinwerke und veröffentlichte eine Violinschule. 1885 wurde er als Mitglied der Ehrenlegion ausgezeichnet.